# جونا هيكس (فلم)
جونا هيكس (بالإنجليزية: Jonah Hex) هو فيلم حركة أُصدر في الولايات المتحدة سنة 2010. الفيلم من إخراج جيمي هيوارد.

## طاقم التمثيل
- جوش برولين
- جون مالكوفيتش
- ميغان فوكس
- مايكل فاسبندر

## القصة
قصة الفيلم تدور حول محارب يدعى جون هيكس يستطيع التكلم مع الموتى تعرض للتعذيب والاذية والتشويه الجسدي على يد أحد أعدائه، تأتيه الفرصة ليثأر لنفسه عندما يهاجم عدوه الولايات المتحدة الأمريكية
بلغت تكلفة إنتاج الفيلم حوالي 47 مليون دولار بينما حقق أرباحا تقدر بـ 10,903,312 دولار. و هذا اعتَبَر فشلاً كبيراً للفلم من ناحية الإيرادات

## وصلات خارجية
- مقالات تستعمل روابط فنية بلا صلة مع ويكي بيانات